# Anna Trevisi
Anna Trevisi (Reggiolo, 8 de mayo de 1992) es una ciclista profesional italiana. En 2010 ganó en Campeonato Europeo en Ruta juvenil -por delante de Pauline Ferrand-Prévot- lo que la dio acceso a debutar como profesional en 2012. Sin embargo, tras pasar por varios equipos profesionales italianos, o con capital italiano, apenas ha logrado destacar a nivel profesional.
Sus mejores resultados han sido un 8.º en el Tour de la Isla de Chongming Copa del Mundo 2014 y un 10.º en el Sparkassen Giro 2010 (pruebas puntuables para la Copa del Mundo). Además fue 3.ª en el Gran Premio San Luis Femenino 2016.

## Palmarés
No ha conseguido victorias como profesional.

## Resultados en Grandes Vueltas y Campeonatos del Mundo
Durante su carrera deportiva ha conseguido los siguientes puestos en las Grandes Vueltas femeninas y en los Campeonatos del Mundo en carretera:
| Carrera         | Carrera         | 2012 | 2013 | 2014 | 2015 | 2016 | 2017 | 2018 | 2019 | 2020 | 2021 | 2022 | 2023 |
| --------------- | --------------- | ---- | ---- | ---- | ---- | ---- | ---- | ---- | ---- | ---- | ---- | ---- | ---- |
|                 | Giro de Italia  | 97.ª | Ab.  | Ab.  | Ab.  | Ab.  | Ab.  | —    | —    | Ab.  | 75.ª | 63.ª | —    |
|                 | Tour de l'Aude  | X    | X    | X    | X    | X    | X    | X    | X    | X    | X    | X    | X    |
|                 | Tour de Francia | X    | X    | X    | X    | X    | X    | X    | X    | X    | X    | —    | —    |
| Mundial en Ruta | Mundial en Ruta | 64.ª | 24.ª | —    | —    | —    | —    | —    | —    | —    | —    | —    | —    |

—: no participa

Ab: abandono

X: ediciones no celebradas

## Equipos
- Vaiano (2012-2013)
  - Vaiano-Tepso (2012)
  - Vaiano-Fondriest (2013)
- Estado de México-Faren (2014)
- INPA Sottoli-Giusfredi (2015)
- Alé/UAE (2016-2023)
  - Alé Cipollini (2016-2019)
  - Alé BTC Ljubljana (2020-2021)
  - UAE Team ADQ (2022-2023)
- Liv AlUla Jayco (2024-)